# Graham Clark
Graham Ronald Clark (Littleborough, 10 novembre 1941 – 6 luglio 2023) è stato un tenore britannico.

## Biografia
Nato a Littleborough nel 1941, cominciò a cantare nel coro della chiesa locale. Studiò alla Kirkham Grammar School, al Loughborough College e pedagogia all'Università di Nottingham, per poi lavorare come insegnante di ginnastica in diverse scuole superiori. Negli anni sessanta cominciò a studiare canto con il baritono Bruce Boyce e ottenne un Master of Arts all'Università di Loughborough. Nel 1973 si unì al coro del Wexford Festival Opera e cominciò a cantare anche in ruoli minori ne Il giocatore e Una vita per lo Zar. Fu notato da Richard Bonynge, che gli chiese di cantare a una serata di beneficenza alla Royal Opera House: fece così il suo esordio al Convent Garden il 25 gennaio 1975, cantando accanto a Joan Sutherland; il concerto, Darwin: Song for a City, fu trasmesso in televisione e registrato dalla Decca Records.
Fu scritturato quindi dalla Scottish Opera e nella sua prima stagione cantò come Pedrillo ne Il ratto dal serraglio, Jaquino in Fidelio, Zorn e David ne I maestri cantori di Norimberga e Brighella in Ariadne auf Naxos. Nel 1976 fece il suo debutto con l'English National Opera nella prima britannica del Bomarzo di Alberto Ginastera. Si unì ufficialmente alla compagnia nel 1978 e avrebbe cantato regolarmente con l'ENO al London Coliseum fino al 1985, per un totale di oltre duecento rappresentazioni, interpretando ruoli come Rodolfo ne La bohème, Hermann ne La dama di picche, Rinuccio in Gianni Schicchi, Hoffmann ne I racconti di Hoffmann, Don Giovanni ne Il convitato di pietra, Andrej in Mazepa e Grigorij in Boris Godunov. Nel 1986 vinse il Premio Laurence Olivier per il suo Mefistofele nel Doktor Faust accanto a Thomas Allen. Nel Regno Unito cantò anche con la Welsh National Opera come Loge ne L'anello del Nibelungo a Cardiff e nel ruolo di Skuratov in Da una casa di morti, apparendo anche con l'Opera North nel ruolo dell'eponimo protagonista ne Il Conte Ory.
A livello internazionale cominciò ad affermarsi nei primi anni 1980, quando iniziò ad apparire al Festival di Bayreuth. Vi esordì nel 1981 come David ne I maestri cantori di Norimberga, ampliando poi il suo repertorio wagneriano con i ruoli di Steuermann ne L'olandese volante (1984), Melot in Tristano e Isotta (1987) e Loge ne L'anello del Nibelungo; cantò regolarmente a Bayreuth per sedici stagioni e 122 rappresentazioni fino al 2002. Nel 1985 esordì al Metropolitan Opera House nel ruolo di Stewa in Jenůfa; avrebbe continuato a calcare le scene del Met per le quindici stagioni successive per un totale di 112 rappresentazioni, cantando in ruoli quali Erode in Salomè, il capitano in Wozzeck, Vere in Billy Budd, Albert Gregor ne L'affare Makropulos e Bégearss nella prima mondiale de I fantasmi di Versailles; quest'ultima opera fu trasmessa anche in televisione, facendogli ottenere una candidatura al Premio Emmy per la sua interpretazione. Nel 1991 fu il Regista nella prima francese di Un re in ascolto all'Opéra Bastille.
Di ritorno in patria, cantò regolarmente alla Royal Opera House dal 1995 al 2018, ottenendo il plauso della critica per il suo Mime nel Sigfrido per la regia di Richard Jones; continuò a cantare al Covent Garden ben oltre i settant'anni, seppur in ruoli minori come Vere in Billy Budd (1995), il vescovo in Palestrina (2001), il capitano in Wozzeck (2002), Cochenille ne I racconti di Hoffmann (2008), Valzacchi ne Il cavaliere della rosa (2009), Sellem ne La carriera di un libertino (2010), Monsieur Taupe in Capriccio (2013), il pastore in Tristan und Isolde (2014) ed Antonič in Da una casa di morti (2018). Apparve al Teatro alla Scala solo una volta, nel ruolo del capitano in Wozzeck (2000) e diede l'addio alle scene nel settembre 2019 nella prima mondiale di Macbeth Underworld di Pascal Dusapin a La Monnaie.
Sposato con Joan Lawrence dal 1979 e padre di una figlia, morì nel 2023 all'età di ottantun anni dopo una battaglia ventennale con il cancro alla vescica.

## Profilo vocale
Il Grove Dictionary lo ha descritto come un ottimo attore dalla voce penetrante e con una dizione eccezionalmente chiara; Rodney Milnes recensì positivamente il suo Rodolfo ne La bohème, scrivendo che "le note acute in particolare avevano una qualità calda e bronzea senza perdere chiarezza". Lo stesso Clark tuttavia dichiarò di non essere adatto al repertorio italiano, favorendo quello russo e tedesco.

## Discografia (parziale)
- L'étoile du nord:  Malcolm King, Janet Price, Alexander Oliver, Alan Watt, Deborah Cook, Bonaventura Bottone, Orchestra of Philomusica diretta da Roderick Brydon (Opera Rara, 1975)
- Maria Padilla: Lois McDonall, Della Jones, Christian du Plessis, Roderick Earle, Ian Caley, London Symphony Orchestra diretta da Alun Francis (Opera Rara, 1980)
- Le nozze di Figaro: John Tomlinson, Joan Rodgers, Andreas Schmidt, Lella Cuberli, Cecilia Bartoli, direzione Daniel Barenboim (Erato, 1990)
- Wozzeck: Franz Grundheber, Waltraud Meier, Günter von Kannen, Mark Baker, Endrik Wottrich, Orchestra e coro della Deutsche Oper di Berlino diretta da Daniel Barenboim  (Teldec, 1994)

- Die Brautwahl: Siegfried Vogel, Carola Höhn, Vinson Cole, Berlin Deutsche Oper Chorus, Berlin Staatskapelle, diretta da Daniel Barenboim (Teldec, 1999)